# Valentin Nouma
Valentin Nouma (ur. 14 lutego 2000 w Bobo-Dioulasso) – burkiński piłkarz grający na pozycji lewego obrońcy. Od 2023 jest zawodnikiem klubu FC Saint Eloi Lupopo.

## Kariera klubowa
Swoją karierę piłkarską Nouma rozpoczął w klubie Rahimo FC. W sezonie 2017/2018 zadebiutował w jego barwach w pierwszej lidze burkińskiej. W sezonie 2018/2019 wywalczył z nim dublet - mistrzostwo i Puchar Burkiny Faso. W 2022 roku przeszedł do AS Douanes Wagadugu. W sezonie 2021/2022 zdobył z nim krajowy puchar, a w sezonie 2022/2023 - dublet (mistrzostwo i puchar). W 2023 został zawodnikiem FC Saint Eloi Lupopo.

## Kariera reprezentacyjna
W reprezentacji Burkiny Faso Nouma zadebiutował 16 stycznia 2018 w zremisowanym 0:0 meczu Mistrzostw Narodów Afryki 2018 z Angolą, rozegranym w Agadirze. W 2024 roku powołano go do kadry na Puchar Narodów Afryki 2023. Nie wystąpił w nim w żadnym meczu.